# Next Avengers: Heroes of Tomorrow
Série Marvel Animated Features
Doctor Strange: The Sorcerer Supreme
(2007) Hulk Vs
(2009)
Pour plus de détails, voir Fiche technique et Distribution.
Next Avengers: Heroes of Tomorrow est un film d'animation américain réalisé par Jay Oliva et Gary Hartle, sorti directement en vidéo en 2008 au États-Unis.

## Synopsis
Les enfants de plusieurs Vengeurs, tués par Ultron 12 ans plus tôt, ont été élevés comme une famille par Tony Stark :
James Rogers, fils de Black Widow et de Captain America ; Henry Pym Jr., fils de Ant-Man et de la Guêpe ; Azari T'Chala, fils de Black Panther et Tornade ; Torunn, la fille de Thor et de Sif ; Francis Barton, fils d'Œil-de-faucon (comics) et d'Oiseau moqueur.
Ils vivent reculés dans un endroit protégé. Leur tranquillité est perturbée par l'arrivée de la Vision, fortement endommagée.
Alors qu'une attaque mondiale de drones menace le monde, comme leurs parents autrefois, les jeunes héros s'allient et forment une nouvelle équipe...

## Fiche technique
Sauf indication contraire, les informations mentionnées dans cette section peuvent être confirmées par les bases de données cinématographiques IMDb et Allociné,  présentes dans la section « Liens externes ».
- Titre original : Next Avengers: Heroes of Tomorrow
- Titre français : Next Avengers
- Réalisation : Jay Oliva et Gary Hartle
- Scénario : Christopher Yost, d'après une histoire de Greg Johnson et Craig Kyle
- Musique : Guy Michelmore
- Son : Mike Draghi, Stephen P. Robinson, Tim Walston
- Production : Gary Hartle
  - Production exécutive : Carrie Wassenaar
  - Production déléguée : Kevin Feige, Ken Katsumoto et Eric S. Rollman
  - Supervision de production : Gary Hartle et Craig Kyle
  - Coproduction déléguée : Stan Lee
- Animation : Mitch Schauer et Kirk Tingblad
- Sociétés de production[1] : Marvel Enterprises et MLG Productions 5
- Sociétés de distribution : Lionsgate (États-Unis - DVD) ; Disney+ (États-Unis - VOD) ; Metropolitan Filmexport (France)[2]
- Budget : n/a
- Pays de production :  États-Unis
- Langue originale : anglais
- Format[3] : couleur - 1,78:1 (Widescreen) - son Dolby
- Genres : animation, action, aventures, fantastique, science-fiction, super-héros
- Durée : 78 minutes
- Dates de sortie[4] :
  - États-Unis : 2 septembre 2008 (sortie directement en vidéo)
  - France : 14 août 2012 (sortie directement en vidéo)[5]
- Classification[6] :
  - États-Unis : des scènes peuvent heurter les enfants - accord parental souhaitable (PG - Parental Guidance Suggested)[Note 1]
  - France : tous publics

## Distribution
| Sauf indication contraire, les informations mentionnées dans cette section peuvent être confirmées par la base de données cinématographiques IMDb, présente dans la section « Liens externes ». - Noah Crawford : James Rogers, le fils de Steve Rogers et de Natalia Romanova - Brenna O'Brien : Torunn, fille de Thor - Aidan Drummond : Henry Pym Jr., fils de Janet Van Dyne et Henry Pym - Dempsey Pappion : Azari, fils de la Panthère noire et Tornade - Adrian Petriw : Francis Barton, le fils de Clint Barton - Tom Kane : Iron Man / Tony Stark, Ultron - Fred Tatasciore : Hulk, voix additionnelles - Shawn Macdonald : Vision, voix additionnelles - Michael Adamthwaite : Thor, voix additionnelles - Ken Kramer : Bruce Banner - Nicole Oliver : Betty Ross, voix additionnelles | Source : DoublageFrancophone - Bernard Gabay : Iron Man / Tony Stark - Dorothée Pousséo : Henry Pym Jr. - Alexis Tomassian : Francis Barton / Hawkeye II - Arnaud Arbessier : Vision - Damien Boisseau : Bruce Banner / Hulk - Patrick Borg : Thor - Jean-Pierre Michaël : Iron Captain - Thomas Sagols : James Rogers - Noémie Orphelin : Torunn - Hervé Grull : Azari - François Siener : Ultron - Marie-Laure Dougnac : Betty Ross - Maité Monceau : Jocasta |

## Marvel Animated Features
Ce film s'inscrit dans la série Marvel Animated Features, composée de 8 huit vidéofilms produits par Lionsgate, Marvel Animation et MLG Productions 8,.
- 2006 : Ultimate Avengers (Ultimate Avengers: The Movie)
- 2006 : Ultimate Avengers 2 (Ultimate Avengers 2: Rise of the Panther)
- 2007 : The Invincible Iron Man
- 2007 : Docteur Strange (Doctor Strange: The Sorcerer Supreme)
- 2008 : Next Avengers: Heroes of Tomorrow
- 2009 : Hulk Vs
- 2010 : Planète Hulk (Planet Hulk)
- 2011 : Thor : Légendes d'Asgard (Thor: Tales of Asgard)